# Columbus (cràter marcià)
Columbus és un colossal cràter d'impacte al planeta Mart situat a 
29° 17′ S, 194° 01′ E. L'impacte d'un asteroide va causar un obertura de 119 quilòmetres de diàmetre a la superfície del planeta, un dels cràters de Mart més notoris i millor conservats, situat en el quadrant Memnonia. El nom del cràter va ser aprovat el 1976 per la Unió Astronòmica Internacional en honor de l'explorador genovès Cristòfor Colom (1451-1506).

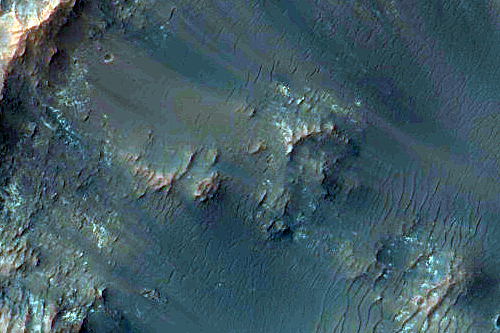
Cràter Columbus.

El cràter Columbus es caracteritza per tenir capes o estrats, alguns dels quals solen associar-se a minerals hidratats, com el sofre.